# FC Stade Lausanne-Ouchy
FC Stade Lausanne-Ouchy is een Zwitserse voetbalclub uit het stadsdeel Ouchy in Lausanne dat ligt in het Franstalige kanton Vaud. Het heeft rood-wit als clubkleuren.

## Geschiedenis
In 1895 werd de club opgericht als FC La Villa Ouchy en was een van de stichtende leden van de Zwitserse voetbalbond. Na één seizoen (1897/98) op het hoogste niveau degradeerde de club en in 1916 hield ze op te bestaan. In 1918 werd als opvolger Lausanne FC Ouchy opgericht. Tussen 1922 en 1944 speelde de club nog op het derde niveau, maar daarna zakte de club weg tot de zesde klasse in 1970. 

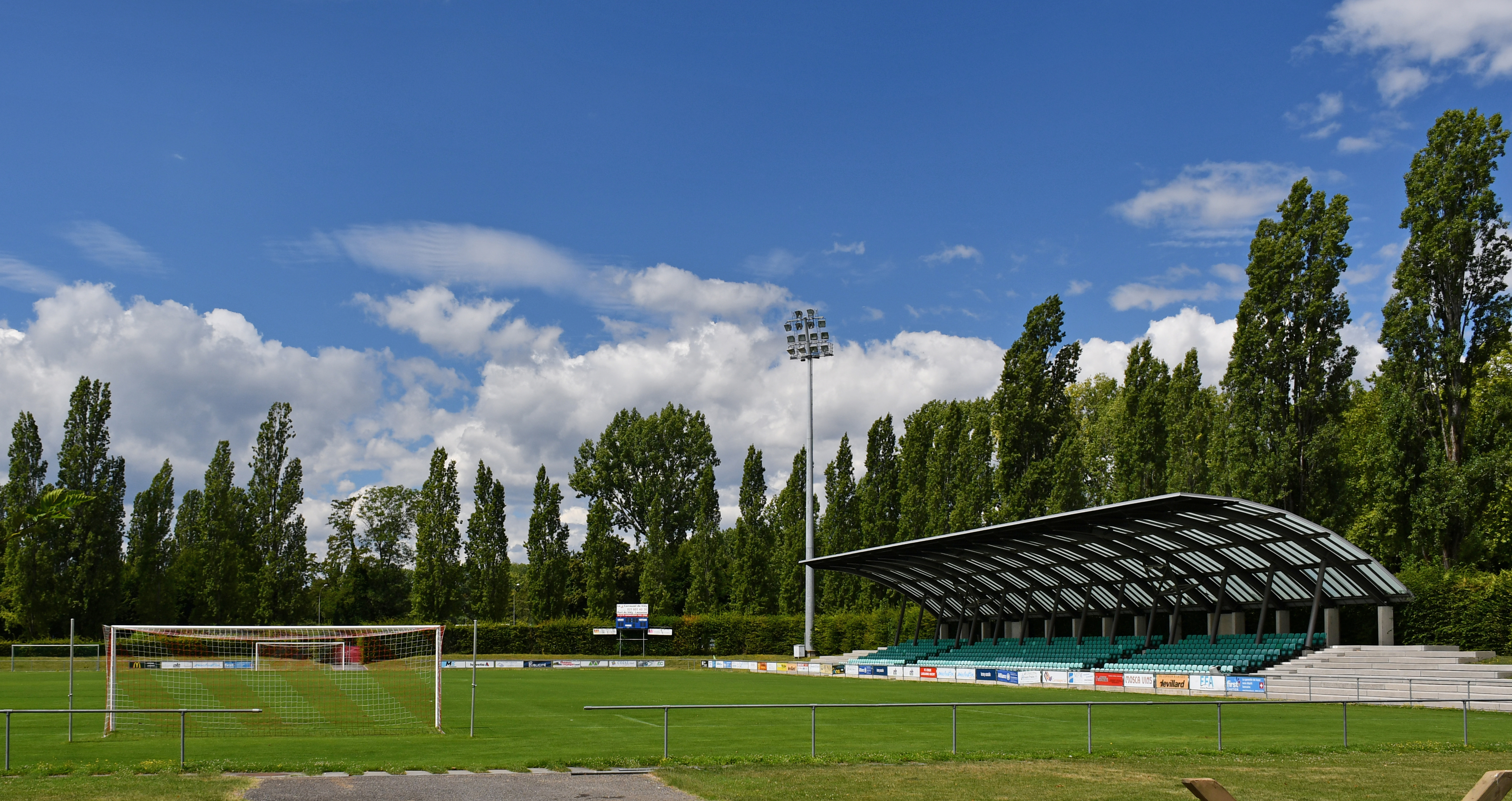
Het Stade Juan-Antonio-Samaranch in Lausanne is niet geschikt voor profvoetbal

 Hoewel de vereniging weer naar de vierde klasse konden stijgen, ging men in 1999 failliet. Op 1 juli 2000 werd als opvolger het huidige FC Stade Lausanne-Ouchy opgericht.

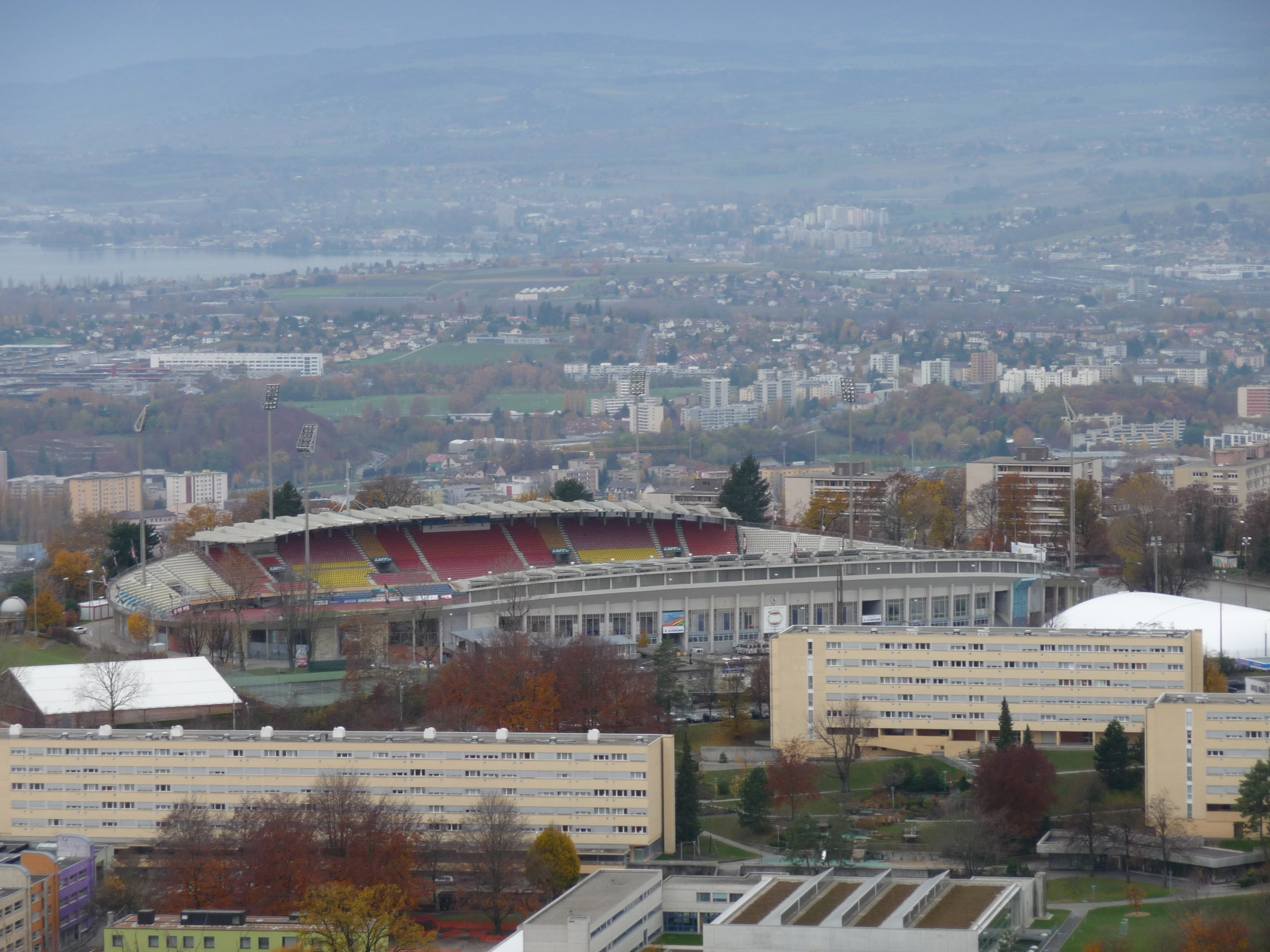
Voor wedstrijden in de Challenge League wordt uitgeweken naar het grote Stade Olympique de la Pontaise

Hoewel het in 2010 nog in de 2. Liga Interregional speelde, het toenmalige vierde niveau (nu het vijfde), maakte de club een snelle opmars door de Zwitserse voetbalpiramide. In 2019 bereikte de club zelfs de Challenge League. Voor de tweede klasse voldeed het stadion niet aan de licentie-eisen, waardoor SLO voor één seizoen zou uitwijken naar het stadion van Stade Nyonnais, dat dertig kilometer westelijker aan het Lac Léman ligt.
In het seizoen 2020/21 keerde de club terug naar de stad Lausanne, maar men keerde niet terug op de eigen sportaccommodatie. Het ging spelen in het Stade Olympique de la Pontaise.
In 2023 kon SLO door een versterkte promotieregeling en winst in de barragewedstrijden tegen FC Sion (0-2 uit, 4-2 thuis) voor het eerst in de geschiedenis naar de Super League promoveren. Het verbleef er één seizoen.

## Eindklasseringen
- 2001 2e
1. Liga
- 2002 8e
1. Liga
- 2003 11e
1. Liga
- 2004 9e
1. Liga
- 2005 16e
1. Liga
- 2006 7e
2. Liga Interregional
- 2007 4e
2. Liga Interregional
- 2008 4e
2. Liga Interregional
- 2009 6e
2. Liga Interregional
- 2010 6e
2. Liga Interregional
- 2011 5e
2. Liga Interregional
- 2012 2e
2. Liga Interregional
- 2013 2e
2. Liga Interregional
- 2014 1e
2. Liga Interregional
- 2015 1e
1. Liga
- 2016 1e
1. Liga
- 2017 2e
1. Liga
- 2018 6e
Promotion League
- 2019 1e
Promotion League
- 2020 7e
Challenge League
- 2021 3e
Challenge League
- 2022 7e
Challenge League
- 2023 3e
Challenge League
- 2024 12e
Super League

- Niveau 1
- Niveau 2
- Niveau 3
- Niveau 4
- Niveau 5

## Bekende (oud-)spelers
- Zeki Amdouni
- David Habarugira
- Marko Maletić
- Guy Mbenza
- Blaise Nkufo (jeugd)
- Alexander de Groot